# Verliebt in Berlin
Verliebt in Berlin ("Innamorati a Berlino" o anche "Innamorata di Berlino", abbreviato: ViB) è una soap opera tedesca, prodotta dal 2005 al 2007 dalla Grundy UFA TV Produktions GmbH e dalla Phoenix Film e basata sulla telenovela colombiana Betty la fea (Yo soy Betty, la fea). Tra i protagonisti, figurano Alexandra Neldel, Mathis Künzler, Laura Osswald, Tim Sander e Julia Malik..
La fiction si compone di due stagioni, per un totale di 645 episodi (di cui 364 per la prima stagione, 281 per la seconda stagione). A questi va aggiunto un episodio trasmesso in formato di film TV nel 2005 della durata di 1h30.
La soap veniva trasmessa alle 19:15 da Sat 1: la prima puntata andò in onda il 28 febbraio 2005, l'ultima il 12 ottobre 2007.

## Trama

### Prima stagione
Elisabeth Lisa Plenske è una ragazza di 24 anni modesta, lavoratrice e molto romantica, ma ha un difetto: quello di essere brutta. Lei vive nel villaggio di Göberitz, nei sobborghi di Berlino con i suoi genitori.
Lisa cerca un lavoro, ma non lo trova a causa della sua bruttezza, ma un giorno trova l'opportunità di essere assunta come assistente del presidente presso la Kerima Moda, una delle più importanti case di moda d'Europa. Ma il posto le è negato, non perché non ha una buona qualificazione, ma a causa della sua bruttezza. Alla fine lei viene assunta dalla stessa azienda, ma come cameriera che dovrà servire alla festa in cui David diventerà ufficialmente il presidente della Kerima Moda. Il nuovo presidente si chiama David Seidel, è figlio dell'ex presidente Frederich Seidel, ed è fidanzato con Mariella, una ragazza ricca e viziata.
Alla festa David ubriaco cade in una piscina, e Lisa lo salva, così lei viene promossa ad assistente del presidente.
All'inizio per Lisa il lavoro alla Kerima non sarà facile, essendo maltrattata da tutti, anche dal suo capo David, un uomo egoista e donnaiolo, pur essendo fidanzato con Mariella.
Il migliore amico di Lisa è Jürgen Decker, un suo ex compagno di scuola che possiede una merceria, lui è una sorta di Nerd, ma è sempre pronto ad aiutare la sua amica nei momenti difficili.
In azienda, nonostante il difficile inizio, Lisa fa amicizia e, grazie alle sue eccellenti prestazioni lavorative, riveste sempre più importanza.
Lisa giorgio dopo giorno si innamora sempre di più di David, mentre lui la usa solo per coprire tutte le infedeltà fatte alla sua fidanzata, cosa che la fa soffrire.
Col passare del tempo Lisa e David diventano amici, e lei è sempre più indispensabile nella vita del suo capo. David spezza il cuore a Lisa senza rendersene conto con i suoi atteggiamenti sconsiderati e con i suoi racconti dei suoi tradimenti.
L'antagonista di questa storia è Richard, figlio dell'ambiziosa Sophie nonché fratello di Mariella, un uomo molto cattivo, vendicativo ed ambizioso che vuole più di ogni altra cosa diventare il presidente della Kerima. Tenterà varie volte di raggiungere la presidenza e di sconfiggere David fallendo sempre, ed alla fine odierà sempre di più David e Lisa.
La relazione tra David e Mariella si rompe perché lei, nonostante fosse molto innamorata di lui, non sopporta i suoi tradimenti. E da qui in poi David inizierà ad innamorarsi di Lisa. Ma si scopre un segreto: Sophie rivela che Richard non è figlio del suo defunto marito, ma di Federico, il padre di David. Quindi Richard, essendo fratellastro di David, vede un'ooportunità per prendere potere all'interno dell'impresa.
Quando David si dichiara a Lisa, viene rapito dal suo vendicativo fratellastro Richard e viene quasi ucciso, lasciando Lisa disperata. Dopo che riesce a riprendersi, David ha una grave lesione, che a suo parere rende impossibile una relazione con Lisa. Quindi lui decide di intraprendere un viaggio per il mondo.
Lisa si sente sola ed abbandonata, e si avvicina a Rokko Kowalski, che lavora nella Kerima Moda, ma non è stato mai vicino a lei, pur provando simpatia per lei. I due si innamorano tra loro e decidono di sposarsi. Nel frattempo David decide di riconquistare l'amore della sua vita, ma ha una brutta sorpresa, perché Lisa è fidanzata con Rokko. Quindi si rende conto di stare per perdere la donna della sua vita, fa una proposta di matrimonio a Lisa, ma lei rifiuta, essendo determinata a sposare Rokko.
Intanto Lisa a livello estetico ha una lenta trasformazione, cioè migliora il suo aspetto per rendersi più bella grazie all'aiuto dello stilista dell'azienda Hugo e all'aiuto di Mariella. Cambiando il suo abbigliamento e i suoi occhiali, diventa più bella e si sente più sicura di sé. A causa delle disastrose condizioni economiche dell'azienda, il consiglio di amministrazione nomina Lisa come presidente, e lei accetta l'incarico.
Il giorno del matrimonio tra Lisa e Rokko, sono tutti in chiesa, anche Mariella che nel frattempo ha trovato un nuovo amore, nel frattempo David è intenzionato ad interrompere la cerimonia, ma alla porta della chiesa lo attende Richard, che gli spara. In chiesa Lisa sente il colpo di pistola e corre da David perché teme di perderlo per sempre. Quindi lei si rende conto di amarlo ancora e decide di sposare lui e di lasciare Rokko. Dopo il matrimonio Lisa e David vanno in luna di miele alle Hawaii.

## Personaggi
- Lisa Plenske

Timida, coraggiosa, romantica e con personalità, Lisa è stata cresciuta dai suoi genitori in modo tradizionale e amorevole, si è laureata con lode ed è abbastanza intelligente, il suo aspetto fisico non la favorisce troppo. Lei si innamora del suo capo all'inizio della storia ed fa di tutto per farsi notare da lui. David ha occhi solo per la sua fidanzata Mariella, ed ha avventure con altre donne. Con l'aiuto del suo migliore amico, Jürgen (proprietario di un piccolo negozio di alimentari e agente di borsa nel suo tempo libero), Lisa salva il Kerima dal fallimento attraverso buoni investimenti. Lei diventa azionista di maggioranza e, inoltre, il presidente. Mariella si innamora di un architetto e lascia la città con lui. David quando diventa consapevole dei suoi sentimenti per la sua assistente, viene rapito da suo fratellastro e nemico, Richard. Nel frattempo, appare Rokko, che arriva a prendersi cura della comunicazione all'interno dell'azienda. Rokko è incantato da Lisa ed irrompe nei suoi sentimenti, disillusa dal fatto che David possa avere una storia con lei, con il tempo accetta la sua proposta di matrimonio. Nel corso della storia subisce una trasformazione lenta e diventa una bella donna. Tuttavia, un evento è in grado di cambiare radicalmente il suo destino.
- David Seidel

Ricco, bello, donnaiolo ed intelligente, David Seidel è il figlio del proprietario del Kerima e diventa anche il nuovo presidente. Riesce ad avere sempre tutto quello che vuole, lui è fidanzato con Mariella, il suo migliore amico è Max e il suo nemico mortale è l'ambizioso (e anche suo fratellastro) Richard. All'inizio attira subito l'attenzione di Lisa. Nel corso della storia, lui con Lisa ha salvato l'azienda diverse volte e lei a sua volta salva la vita a David diverse volte e lui vede Lisa come la sua migliore amica o il suo angelo custode. Tuttavia, quando rompe con Mariella, capisce di essere innamorato di Lisa, ma era troppo tardi perché lei sposerà Rokko. Quindi, decide anche di chiedere la sua mano in matrimonio a Lisa, ma lei risponde di essere felice con Rokko. Tuttavia, i vecchi sentimenti riaffiorano e Lisa finalmente si sposa con David, lasciando Rokko.
- Mariella von Brahmberg

Bella, vuota e viziata, ma fondamentalmente di buon cuore, è all'inizio della storia la fidanzata di David. Mariella è la sorella minore di Richard e figlia dell'ambiziosa Sophie. All'inizio non prova simpatia per Lisa, perché crede che lei nasconda i tradimenti di David ed è gelosa perché il suo ragazzo trascorre più tempo con il suo assistente che con lei. In amore con David, lei fa di tutto per sposarlo, ma il suo matrimonio è impossibile. Nonostante tutti i suoi sforzi, David sembra ignaro e continua a spendere tutto il tuo tempo alla Kerima e con intrattenimenti con altre donne, gradualmente abbandonando Mariella. La data del matrimonio è sempre rifiutata o rimandata. Poi è sedotta da Lawrence Von Der Lohe, un architetto. Lei continua a vederlo di nascosto, ma un giorno, quando non poteva più sopportare, con David rompe e se ne va con Lawrence. Lei torna più tardi per il matrimonio di Lisa e Rokko (in realtà David) ed aiuta la trasformazione di Lisa, diventata una sua buona amica.

## Produzione e backstage
- La fiction doveva intitolarsi inizialmente Alles nur aus Liebe (ovvero "Tutto solo per amore"), ma poi fu scelto il titolo Verliebt in Berlin per il fatto che poteva essere più facilmente abbreviato, come è consuetudine dei telespettatori[2]
- La prima puntata fu girata il 3 gennaio 2005, l'ultima il 6 agosto 2007[6]
- Le scene in interni furono girate negli studi di Adlershof[7]

## Sigla TV
- La sigla della soap opera è Liebe ist ("L'amore è"), interpretata da Nena[8]

## Titoli della fiction nei vari Paesi[9]
- Verliebt in Berlin (Germania e Svizzera, titolo originale)
- That's Life (titolo inglese/internazionale)
- Vljubena v Berlin (Bulgaria)
- Le destin de Lisa (Canada, Francia, titolo della prima stagione)
- Zamilovaná v Berlíne (Slovacchia)
- Lisa csak egy van (Ungheria)

## Premi & riconoscimenti
- 2006: Rose d'Or per la migliore soap opera[10][11]